# Willingshausen
Willingshausen ist eine Gemeinde im nordhessischen Schwalm-Eder-Kreis. Der namensgebende Ort der Gemeinde, das Dorf Willingshausen, liegt zwischen den Orten Merzhausen und Wasenberg, dem Verwaltungssitz und größten Ort der Gemeinde.

## Geografie

### Lage
Die Gemeinde Willingshausen liegt im Süden der Schwalm am gleichnamigen Fluss und seinen rechten Nebenflüssen Antreff und Leimbach. Der Rathaussitz befindet sich in Wasenberg, welches zwischen dem Ort Willingshausen und Treysa liegt.

### Nachbargemeinden
Willingshausen grenzt im Norden an die Stadt Schwalmstadt, im Nordosten an die Gemeinde Frielendorf, im Osten an die Stadt Neukirchen und die Gemeinde Schrecksbach (alle im Schwalm-Eder-Kreis), im Süden an die Stadt Alsfeld und die Gemeinde Antrifttal (beide im Vogelsbergkreis), sowie im Westen an die Stadt Neustadt (Landkreis Marburg-Biedenkopf).

### Gemeindegliederung

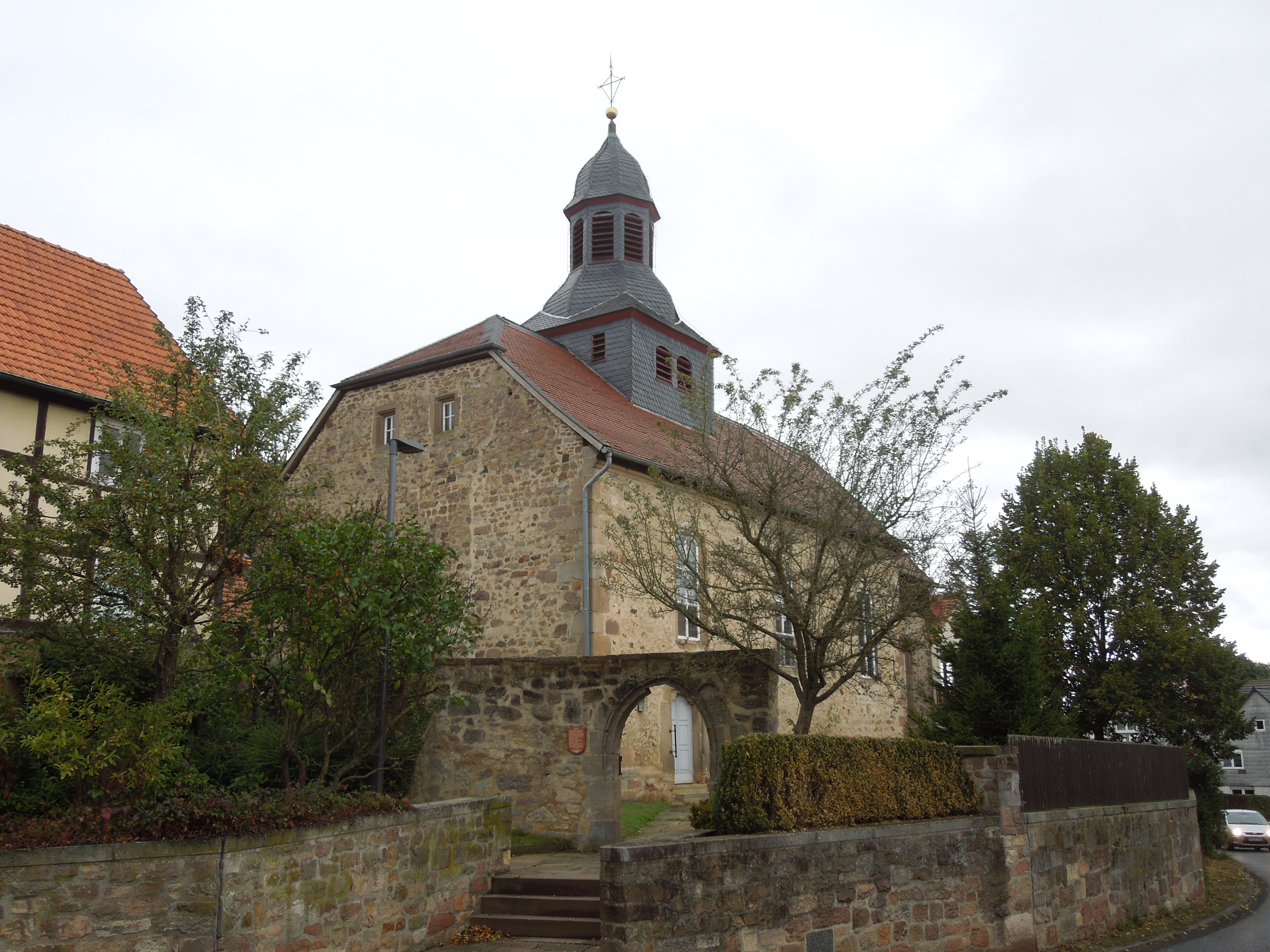
Evangelische Kirche Willingshausen

Sie besteht aus den neun Ortsteilen Gungelshausen, Leimbach, Loshausen, Merzhausen, Ransbach, Steina, Wasenberg (Sitz der Gemeindeverwaltung), Willingshausen und Zella.

## Geschichte
Bildung der Großgemeinde
Im Zuge der Gebietsreform in Hessen bildete die ursprüngliche Gemeinde Willingshausen am 31. Dezember 1971 zusammen mit Gungelshausen, Merzhausen und Zella die neue Gemeinde Antrefftal. Diese wurde am 1. Januar 1974 aufgelöst und kraft Landesgesetz in eine neue Großgemeinde eingegliedert, die auch die Orte Leimbach, Loshausen, Ransbach, Steina und Wasenberg aufnahm. Diese neue Gemeinde erhielt den Namen Willingshausen, obwohl der namengebende Ort nicht der größte der neuen Gemeinde war und ist und wie alle anderen Ortschaften im Gemeindegebiet auch nicht zentral gelegen ist. Für alle ehemals eigenständigen Gemeinden  von Willinghausen wurde je ein Ortsbezirk mit Ortsbeirat und Ortsvorsteher nach der Hessischen Gemeindeordnung gebildet.

## Politik

### Gemeindevertretung
Die Kommunalwahl am 14. März 2021 lieferte folgendes Ergebnis, in Vergleich gesetzt zu früheren Kommunalwahlen:
| Gemeindevertretung – Kommunalwahlen 2021 | Gemeindevertretung – Kommunalwahlen 2021                                 |
| --- | ------------------------------------------------------------------------ |
| Stimmenanteil in %Wahlbeteiligung 59,5 % 403020100 34,4 (−4,2)31,6 (+5,4)19,4 (−6,4)13,0 (n. k.)1,7 (−7,7) SPDCDUBGL/FWGcFFWdFDP20162021Anmerkungen:c Bürgerliste / Freie Wählergemeinschaft Willingshausend Freie Fraktion Willingshausen | SitzverteilungInsgesamt 23 Sitze - SPD: 8 - BGL/FWG: 5 - FFW: 3 - CDU: 7 |

| Parteien und Wählergemeinschaften | Parteien und Wählergemeinschaften                   | % 2021 | Sitze 2021 | % 2016 | Sitze 2016 | % 2011 | Sitze 2011 | % 2006 | Sitze 2006 | % 2001 | Sitze 2001 |
| --------------------------------- | --------------------------------------------------- | ------ | ---------- | ------ | ---------- | ------ | ---------- | ------ | ---------- | ------ | ---------- |
| SPD                               | Sozialdemokratische Partei Deutschlands             | 34,4   | 8          | 38,6   | 9          | 47,1   | 15         | 46,8   | 14         | 49,4   | 15         |
| CDU                               | Christlich Demokratische Union Deutschlands         | 31,6   | 7          | 26,2   | 6          | 24,1   | 7          | 22,9   | 7          | 19,8   | 6          |
| BGL/FWG                           | Bürgerliste/Freie Wählergemeinschaft Willingshausen | 19,4   | 5          | 25,8   | 6          | 19,2   | 6          | 18,5   | 6          | 19,1   | 6          |
| FDP                               | Freie Demokratische Partei                          | 1,7    | 0          | 9,4    | 2          | 9,5    | 3          | 11,8   | 4          | 11,7   | 4          |
| FFW                               | Freie Fraktion Willingshausen                       | 13,0   | 3          | —      | —          | —      | —          | —      | —          | —      | —          |
| Gesamt                            | Gesamt                                              | 100,0  | 23         | 100,0  | 23         | 100,0  | 31         | 100,0  | 31         | 100,0  | 31         |
| Wahlbeteiligung in %              | Wahlbeteiligung in %                                | 59,5   | 59,5       | 60,9   | 60,9       | 54,5   | 54,5       | 53,5   | 53,5       | 61,7   | 61,7       |

### Bürgermeister
Nach der hessischen Kommunalverfassung wird der Bürgermeister für eine sechsjährige Amtszeit gewählt, seit dem Jahr 1993 in einer Direktwahl, und ist Vorsitzender des Gemeindevorstands, dem in der Gemeinde Willingshausen neben dem Bürgermeister ehrenamtlich ein Erster Beigeordneter und sechs weitere Beigeordnete angehören. Bürgermeister ist seit dem 1. Januar 2022 der parteiunabhängige Luca Fritsch. Er wurde als Nachfolger von Heinrich Vesper, der nach vier Amtszeiten nicht wieder kandidiert hatte, am 26. September 2021 im ersten Wahlgang bei 77,4 Prozent Wahlbeteiligung mit 83,5 Prozent der Stimmen gewählt.
Amtszeiten der Bürgermeister
- 2022–2027 Luca Fritsch[11]
- 1998–2021 Heinrich Vesper[12]

### Ortsbeiräte
Für die Ortsteile Gungelshausen, Leimbach, Loshausen, Merzhausen, Ransbach, Steina, Wasenberg, Willingshausen und Zella bestehen Ortsbezirke nach Maßgabe der §§ 81 und 82 HGO und des Kommunalwahlgesetzes in der jeweils gültigen Fassung. Die Ortsbeiräte bestehen aus drei bis sieben Mitgliedern. Der Ortsbeirat des Ortsbezirks wird im Rahmen der Kommunalwahlen gewählt und bestimmt aus seiner Mitte den/die Ortsvorsteher/in. Die Ortsbezirksgrenzen entsprechen den Gemarkungen der eingegliederten ehemaligen Gemeinden. Nur aus der Gemarkung Willingshausen wurden einige Flurstücke dem Ortsbezirk Merzhausen zugeordnet. Für den Ortsbeirat der Ortsteils Willingshausen siehe Ortsteil Willingshausen.

## Kultur und Sehenswürdigkeiten

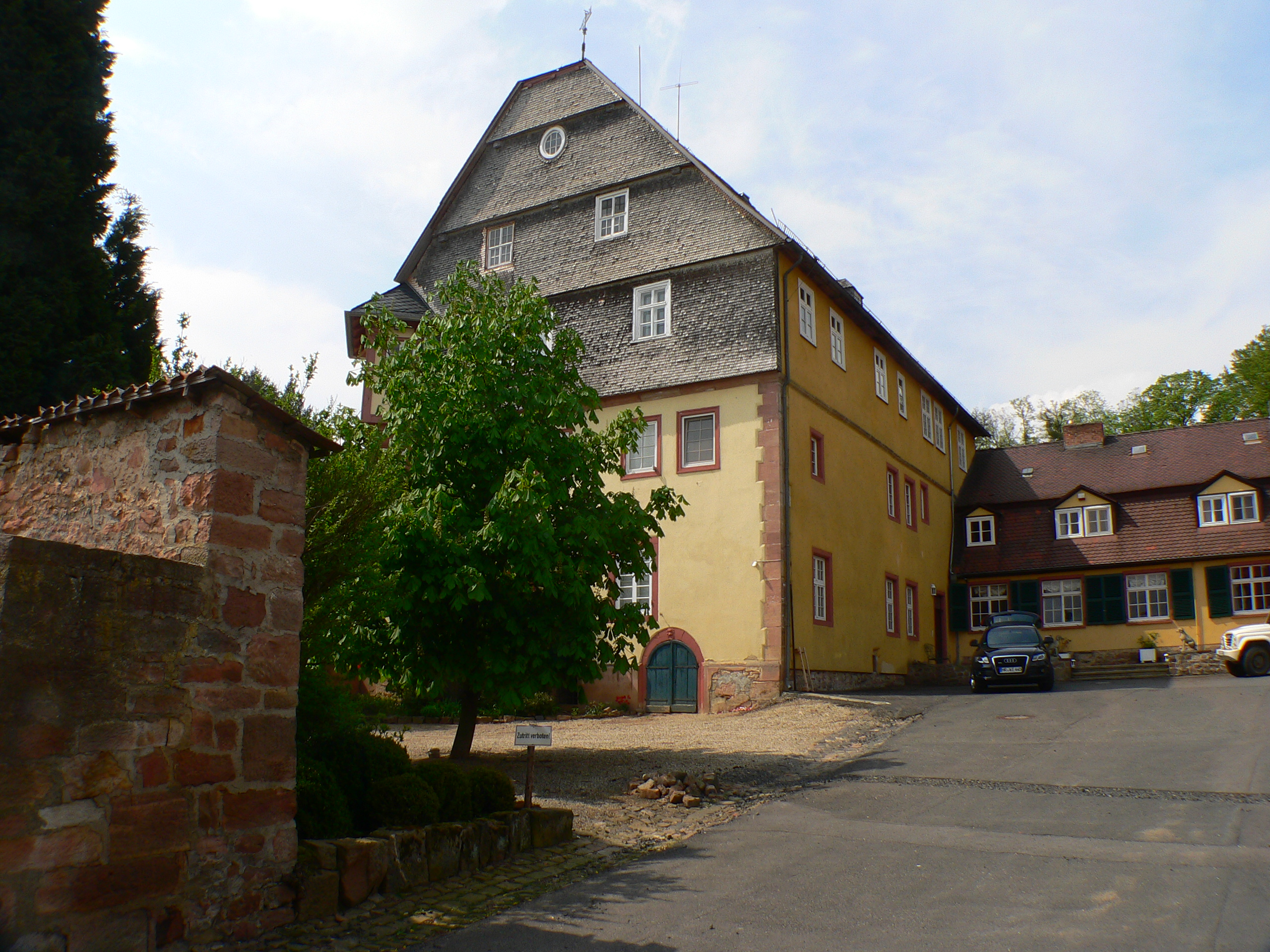
Schloss Willingshausen

### Bauwerke
Für die unter Denkmalschutz stehenden Kulturdenkmäler der Gemeinde siehe die Liste der Kulturdenkmäler in Willingshausen.

### Regelmäßige Veranstaltungen
- Im Ortsteil Loshausen finden jedes Jahr zwei Musikfestivals statt: Am ersten Wochenende im August das „World Music Festival“ des Vereins „Klangfreunde e. V.“, sowie „Rock im Park“ des Loshäuser „Guldurfereins“ im Juli.
- Die Kirmes in Loshausen findet jedes Jahr in der 3. Maiwoche statt.
- Die Kirmes in Zella findet jedes Jahr in der 4. Augustwoche statt.

## Wirtschaft und Infrastruktur

### Verkehr
Die Bundesstraße 254 Homberg–Fulda durchquert das Gemeindegebiet im Osten. Zur Anschlussstelle Alsfeld-West an der A 5 Kassel–Frankfurt (Main) sind es ca. 15 km.
Die Gemeinde gehört dem Nordhessischen Verkehrsverbund an. Die Bahnhöfe Treysa und Neustadt an der Main-Weser-Bahn sind jeweils etwa 6 km vom Ortsteil Wasenberg, dem am nächsten gelegenen, entfernt.

### Regenerative Energien
Seit Anfang März 2010 wird in Willingshausen-Ransbach eine Biogasanlage mit einer Leistung von 2,1 MWel betrieben. Sie speist pro Stunde etwa 350 Nm³ Biomethan in das örtliche Gasnetz ein. Die Anlage ist ein Gemeinschaftsprojekt von lokalen Landwirten, einem Projektentwickler und den Städtischen Werken Kassel.

### Schulen
- Melanchthon-Schule Steinatal (Gymnasium)
- Rotkäppchen-Schule (Grundschule)

### Kindergärten
- Kindergarten Wasenberg
- Kindertagesstätte Willingshausen
- Kindergruppe Storchennest Loshausen